# Субъекты Российской Федерации

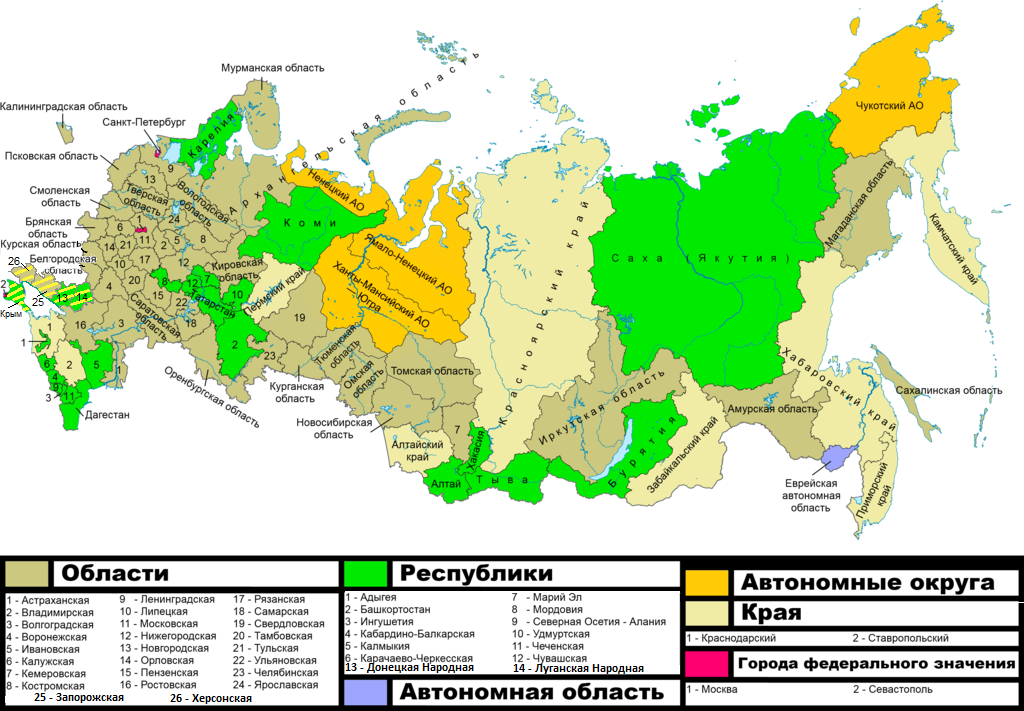

Субъе́кты Росси́йской Федера́ции (субъекты федерации) — название территориальных единиц верхнего уровня — регионов в Российской Федерации. Согласно Конституции России, Российская Федерация является федеративным государством и состоит из 89 равноправных субъектов, включая образованные Россией субъекты в захваченном и аннексированном в 2014 году украинском Крыму (Республика Крым, город федерального значения Севастополь) и на оккупированных в 2022 году территориях Донецкой (ДНР), Луганской (ЛНР), Запорожской и Херсонской областей Украины — республик, краёв, областей, городов федерального значения, автономных округов и автономной области. Все субъекты Российской Федерации имеют республиканскую форму правления, вне зависимости от их статуса.

## Основное правовое существо субъекта Российской Федерации
Высшее должностное лицо субъекта Российской Федерации есть главный руководитель, избранный в соответствии с уставом или конституцией субъекта Российской Федерации и являющийся руководителем высшего исполнительного органа государственной власти данного субъекта Российской Федерации — губернатор, мэр, глава субъекта или глава администрации субъекта, но не «президент», так как согласно федеральному закону «Об общих принципах организации публичной власти в субъектах Российской Федерации» (статья 20, часть 5) есть прямой запрет на использование в названии должностей глав российских регионов слов и словосочетаний, составляющих наименование должности главы государства, то есть слова «президент».
Каждый регион имеет свой устав или конституцию, систему исполнительных органов власти, парламент, а также собственное законодательство, принимаемое им и действующее на территории данного субъекта Российской Федерации. Кроме того, субъекты Российской Федерации делегируют по два представителя в верхнюю палату российского парламента — Совет Федерации.
Во взаимоотношениях с федеральными органами государственной власти Российской Федерации все субъекты равноправны между собой. Регионы имеют полномочия решать вопросы, отнесённые Конституцией Российской Федерации к их ведению. Право на выход из состава Российской Федерации Конституцией не предусмотрено.

## История

### Советский период
Обобщающий термин субъект федерации впервые появился в 1990 году, до этого же времени именования комплекса образующих РСФСР территориальных единиц не существовало:
- Статья 14 Конституции РСФСР 1937 года содержала формулировку, что РСФСР состоит из краёв, областей, автономных советских социалистических республик и автономных областей с их перечислением, но не утверждала, что именно они являются субъектами федерации. Автономные области, как и города РСФСР республиканского подчинения, с конца 1920-х годов считались национальными административными единицами, находившимися под непосредственным управлением республиканских властей, при этом оставаясь частью более крупных территориальных единиц — краёв и областей (в отличие от национальных округов, которые этим краям и областям подчинялись полностью).
- Конституция РСФСР 1978 года ввела новую формулировку: «В Российской Советской Федеративной Социалистической Республике состоят автономные советские социалистические республики» с их перечислением, а далее: «В РСФСР имеются края… области… города республиканского подчинения… автономные области, находящиеся в составе краев… автономные округа, находящиеся в составе краев и областей…» (статья 71). Из неё следовало, что только АССР являются субъектами федерации, в то время как остальные административные единицы непосредственно находятся в составе федерации. Помимо этого, упомянув города РСФСР республиканского подчинения, данная формулировка впервые указала на их неподчинённость областям, за которыми они ранее числились.

Понятие субъект федерации было введено Законом СССР № 1457-I от 6 апреля 1990 года «О разграничении полномочий между Союзом ССР и субъектами Федерации», который впервые назвал СССР федеративным государством, хотя Конституция СССР (статья 70) вплоть до конца 1990 года провозглашала СССР не непосредственно федерацией, а единым союзным многонациональным государством, образованным на основе принципа социалистического федерализма. Субъектами федерации СССР были названы союзные республики и автономные республики (автономные образования) в их составе.
Кроме того, в 1990 году внесённые в Конституцию СССР изменения предусматривали функционирование Совета Федерации СССР, возглавляемого Президентом СССР, в состав которого входили вице-президент СССР и главы союзных республик. В заседаниях Совета Федерации также были вправе участвовать высшие должностные лица автономных республик, автономных областей и автономных округов.

### Конституция России 1993 года
Новая Конституция Российской Федерации, принятая в 1993 году и заменившая собой российскую конституцию 1978 года, закрепила (статья 65) современное понятие субъекта федерации. Так, она установила, что все регионы находятся в составе Российской Федерации. Также Конституцией определены шесть разновидностей субъектов в государстве:
- республики,
- края,
- области,
- города федерального значения,
- автономные округа,
- автономные области.

В современной России образована одна автономная область — Еврейская, являющаяся единственным субъектом Российской Федерации такого типа, поскольку все существовавшие на момент образования государства автономные области, кроме неё, были преобразованы в автономные республики, а их новые наименования были закреплены Конституцией РСФСР в редакции от 1990 года.
В отличие от территориального устройства РСФСР к моменту прекращения её существования, автономные округа также стали субъектами Российской Федерации, оставшись в различной степени зависимыми от регионов, в состав которых они входили. Позднее большая часть автономных округов России были включены в состав этих регионов. Исключения составили лишь следующие автономные округа (АО): Чукотский, Ханты-Мансийский, Ямало-Ненецкий и Ненецкий. При этом федеральное российское законодательство позволяет автономному округу быть одновременно и субъектом Российской Федерации, и составной частью более крупного субъекта Российской Федерации, в состав которого он территориально входит в соответствии с уставом (конституцией) последнего. Чукотский АО — единственный автономный округ, не входящий в состав какого-либо иного субъекта Российской Федерации.
Бывшие города республиканского подчинения РСФСР — Москва и Санкт-Петербург — были преобразованы в города федерального значения и подтвердили свой статус самостоятельных субъектов федерации, закреплённый Конституцией РСФСР от 1978 года, в которой они были выделены из состава Московской и Ленинградской областей.
В дальнейшем в перечень регионов в статье 65 Конституции Российской Федерации вносились ряд изменений, в том числе в связи с объединением регионов России в 2000-х годах.

### Аннексия украинских территорий
В 2014 году Россия захватила и аннексировала украинский Крым. Республика Крым и город федерального значения Севастополь были внесены в список субъектов Российской Федерации.
Последнее изменение в статью 65 Конституции Российской Федерации было внесено 6 октября 2022 года, после добавления в неё информации про Донецкую Народную Республику, Луганскую Народную Республику, Херсонскую и Запорожскую область — частично оккупированные в ходе полномасштабного вторжения и ранее территории Украины, аннексированные Россией 30 сентября. Аннексия этих территорий получила международное осуждение, за исключением позиции КНДР.
На момент аннексии ни одна из заявленных административных единиц не находилась под полным контролем Вооружённых сил России, а армия Украины продолжала контрнаступление на нескольких направлениях; в Запорожской области под контролем Украины всё время после начала вторжения оставался собственно областной центр — Запорожье, а областной центр Херсонской области город Херсон был освобождён украинской армией вскоре после формальной аннексии Херсонской области Россией.

## Современное федеративное устройство России

### Карта федеративного устройства
Ниже, в соответствии с Конституцией Российской Федерации, приводятся сведения о федеративном устройстве России.
|  |                                                            |  |  |                      |  |  |                                         |  |
|  | 24 республики (включая 3 аннексированные)                  |  |  | 9 краёв              |  |  | 48 областей (включая 2 аннексированные) |  |
|  | 3 города федерального значения (включая 1 аннексированный) |  |  | 1 автономная область |  |  | 4 автономных округа                     |  |

### Перечень субъектов Российской Федерации
Ниже, в соответствии с Конституцией России, приведён перечень субъектов Российской Федерации. Типы субъектов федерации приводятся в том же порядке, в котором они перечислены в статье 65 Конституции Российской Федерации. В пределах каждой из этих категорий субъекты федерации упорядочены по алфавиту.
Розовым цветом отмечены административные единицы на территориях Украины, аннексированных Российской Федерацией в 2014 и 2022 годах. Аннексия получила международное осуждение. Часть территорий была деоккупирована Украиной, либо никогда не находилась под российской оккупацией.
| №         | Субъект Российской Федерации        | Флаг | Герб | Терри- тория (км²)                                     | Население 01.01.2025 | Адм. центр/столица                               | Адм.-тер. устройство (согласно ОКАТО)   | Код ОКАТО | Муниципальные образования                                                                                   | История адм.-тер. деления |
| --------- | ----------------------------------- | ---- | ---- | ------------------------------------------------------ | -------------------- | ------------------------------------------------ | --------------------------------------- | --------- | --- | ------------------------- |
| 1e-06     | Республики                          |      |      |                                                        |                      |                                                  |                                         |           | |                           |
| 1         | Республика Адыгея                   |      |      | 7792                                                   | ↗500 731             | Майкоп                                           | 7 районов и 2 города                    | 79        | 7 муниципальных районов, 2 городских округа                                                                 | подробнее                 |
| 2         | Республика Алтай                    |      |      | 92903                                                  | ↘210 095             | Горно-Алтайск                                    | 10 районов и 1 город                    | 84        | 10 муниципальных районов, 1 городской округ                                                                 | подробнее                 |
| 3         | Республика Башкортостан             |      |      | 142947                                                 | ↘4 042 377           | Уфа                                              | 54 района и 21 город                    | 80        | 54 муниципальных района, 9 городских округов                                                                | подробнее                 |
| 4         | Республика Бурятия                  |      |      | 351334                                                 | ↘971 139             | Улан-Удэ                                         | 21 район и 2 города                     | 81        | 21 муниципальный район, 2 городских округа                                                                  | подробнее                 |
| 5         | Республика Дагестан                 |      |      | 50270                                                  | ↗3 259 890           | Махачкала                                        | 41 район и 10 городов                   | 82        | 42 муниципальных района, 10 городских округов                                                               | подробнее                 |
| 6         | Донецкая Народная Республика        |      |      | 26517 (де-юре)                                         |                      | Донецк                                           | 18 районов и 12 городов                 | 21        | 18 муниципальных округов, 12 городских округов                                                              | подробнее                 |
| 7         | Республика Ингушетия                |      |      | 3123                                                   | ↗534 491             | Магас                                            | 4 района и 4 города                     | 26        | 4 муниципальных района, 4 городских округа                                                                  | подробнее                 |
| 8         | Кабардино-Балкарская Республика     |      |      | 12470                                                  | ↗908 214             | Нальчик                                          | 10 районов и 3 города                   | 83        | 10 муниципальных районов, 3 городских округа                                                                | подробнее                 |
| 9         | Республика Калмыкия                 |      |      | 74731                                                  | ↗267 588             | Элиста                                           | 13 районов и 1 город                    | 85        | 13 муниципальных районов, 1 городской округ                                                                 | подробнее                 |
| 10        | Карачаево-Черкесская Республика     |      |      | 14277                                                  | ↗468 599             | Черкесск                                         | 10 районов и 2 города                   | 91        | 10 муниципальных районов, 2 городских округа                                                                | подробнее                 |
| 11        | Республика Карелия                  |      |      | 180520                                                 | ↘518 950             | Петрозаводск                                     | 16 районов и 13 городов                 | 86        | 16 муниципальных районов, 2 городских округа                                                                | подробнее                 |
| 12        | Республика Коми                     |      |      | 416774                                                 | ↘714 785             | Сыктывкар                                        | 12 районов и 8 городов                  | 87        | 15 муниципальных районов, 5 городских округов                                                               | подробнее                 |
| 13        | Республика Крым                     |      |      | 26081                                                  | ↘1 902 249           | Симферополь                                      | 18 районов и 16 городов                 | 35        | 14 муниципальных районов, 11 городских округов                                                              | подробнее                 |
| 14        | Луганская Народная Республика       |      |      | 26683 (де-юре)                                         |                      | Луганск                                          | 17 районов и 11 городов                 | 43        | 17 муниципальных округов, 11 городских округов                                                              |                           |
| 15        | Республика Марий Эл                 |      |      | 23375                                                  | ↘666 202             | Йошкар-Ола                                       | 14 районов и 4 города                   | 88        | 14 муниципальных районов, 3 городских округа                                                                | подробнее                 |
| 16        | Республика Мордовия                 |      |      | 26128                                                  | ↘758 895             | Саранск                                          | 22 района и 7 городов                   | 89        | 22 муниципальных района, 1 городской округ                                                                  | подробнее                 |
| 17        | Республика Саха (Якутия)            |      |      | 3083523                                                | ↗1 006 561           | Якутск                                           | 33 района и 5 городов                   | 98        | 34 муниципальных района, 2 городских округа                                                                 | подробнее                 |
| 18        | Республика Северная Осетия — Алания |      |      | 7987                                                   | ↘678 826             | Владикавказ                                      | 8 районов и 1 город                     | 90        | 8 муниципальных районов, 1 городской округ                                                                  | подробнее                 |
| 19        | Республика Татарстан                |      |      | 67847                                                  | ↗4 019 606           | Казань                                           | 43 района и 14 городов                  | 92        | 43 муниципальных района, 2 городских округа                                                                 | подробнее                 |
| 20        | Республика Тыва                     |      |      | 168604                                                 | ↗338 483             | Кызыл                                            | 17 районов и 2 города                   | 93        | 17 муниципальных районов, 2 городских округа                                                                | подробнее                 |
| 21        | Удмуртская Республика               |      |      | 42061                                                  | ↘1 427 282           | Ижевск                                           | 25 районов и 5 городов                  | 94        | 25 муниципальных районов, 5 городских округов                                                               | подробнее                 |
| 22        | Республика Хакасия                  |      |      | 61569                                                  | ↘525 557             | Абакан                                           | 8 районов и 5 городов                   | 95        | 8 муниципальных районов, 5 городских округов                                                                | подробнее                 |
| 23        | Чеченская Республика                |      |      | 16171                                                  | ↗1 576 552           | Грозный                                          | 17 районов и 6 городов                  | 96        | 17 муниципальных районов, 2 городских округа                                                                | подробнее                 |
| 24        | Чувашская Республика — Чувашия      |      |      | 18343                                                  | ↘1 159 768           | Чебоксары                                        | 21 район и 9 городов                    | 97        | 21 муниципальный район, 5 городских округов                                                                 | подробнее                 |
| 24.000002 | Края                                |      |      |                                                        |                      |                                                  |                                         |           | |                           |
| 25        | Алтайский край                      |      |      | 167996                                                 | ↘2 099 186           | Барнаул                                          | 60 районов и 11 городов                 | 1         | 60 муниципальных районов, 11 городских округов                                                              | подробнее                 |
| 26        | Забайкальский край                  |      |      | 431892                                                 | ↘983 838             | Чита                                             | 31 район и 12 городов                   | 76        | 31 муниципальный район, 4 городских округа                                                                  | подробнее                 |
| 27        | Камчатский край                     |      |      | 464275                                                 | ↘288 200             | Петропавловск-Камчатский                         | 11 районов и 3 города                   | 30        | 11 муниципальных районов, 3 городских округа                                                                | подробнее                 |
| 28        | Краснодарский край                  |      |      | 75485                                                  | ↗5 842 238           | Краснодар                                        | 37 районов и 15 городов                 | 3         | 37 муниципальных районов, 8 городских округов                                                               | подробнее                 |
| 29        | Красноярский край                   |      |      | 2366797                                                | ↘2 837 988           | Красноярск                                       | 54 района и 19 городов                  | 4         | 44 муниципальных района, 17 городских округов                                                               | подробнее                 |
| 30        | Пермский край                       |      |      | 160236                                                 | ↘2 483 633           | Пермь                                            | 33 района и 14 городов                  | 57        | 42 муниципальных района, 6 городских округов                                                                | подробнее                 |
| 31        | Приморский край                     |      |      | 164673                                                 | ↘1 799 659           | Владивосток                                      | 22 района и 12 городов                  | 5         | 22 муниципальных района, 12 городских округов                                                               | подробнее                 |
| 32        | Ставропольский край                 |      |      | 66160                                                  | ↘2 884 363           | Ставрополь                                       | 26 районов и 10 городов                 | 7         | 26 муниципальных районов, 9 городских округов                                                               | подробнее                 |
| 33        | Хабаровский край                    |      |      | 787633                                                 | ↘1 273 488           | Хабаровск                                        | 17 районов и 6 городов                  | 8         | 17 муниципальных районов, 2 городских округа                                                                | подробнее                 |
| 33.000003 | Области                             |      |      |                                                        |                      |                                                  |                                         |           | |                           |
| 34        | Амурская область                    |      |      | 361908                                                 | ↗753 046             | Благовещенск                                     | 20 районов и 7 городов                  | 10        | 20 муниципальных районов, 8 городских округов                                                               | подробнее                 |
| 35        | Архангельская область               |      |      | 589913                                                 | ↘989 434             | Архангельск                                      | 20 районов и 8 городов (с НАО)          | 11        | 19 муниципальных районов, 7 городских округов (без НАО)                                                     | подробнее                 |
| 36        | Астраханская область                |      |      | 49024                                                  | ↗946 580             | Астрахань                                        | 11 районов и 3 города                   | 12        | 11 муниципальных районов, 2 городских округа                                                                | подробнее                 |
| 37        | Белгородская область                |      |      | 27134                                                  | ↘1 482 025           | Белгород                                         | 21 район и 6 городов                    | 14        | 19 муниципальных районов, 3 городских округа                                                                | подробнее                 |
| 38        | Брянская область                    |      |      | 34857                                                  | ↘1 132 795           | Брянск                                           | 27 районов и 5 городов                  | 15        | 27 муниципальных районов, 6 городских округов                                                               | подробнее                 |
| 39        | Владимирская область                |      |      | 29084                                                  | ↘1 297 936           | Владимир                                         | 16 районов и 10 городов                 | 17        | 16 муниципальных районов, 5 городских округов                                                               | подробнее                 |
| 40        | Волгоградская область               |      |      | 112877                                                 | ↘2 434 046           | Волгоград                                        | 32 района и 6 городов                   | 18        | 32 муниципальных района, 6 городских округов                                                                | подробнее                 |
| 41        | Вологодская область                 |      |      | 144527                                                 | ↘1 115 371           | Вологда                                          | 26 районов и 4 города                   | 19        | 26 муниципальных районов, 2 городских округа                                                                | подробнее                 |
| 42        | Воронежская область                 |      |      | 52216                                                  | ↘2 260 045           | Воронеж                                          | 32 района и 15 городов                  | 20        | 31 муниципальный район, 3 городских округа                                                                  | подробнее                 |
| 43        | Запорожская область                 |      |      | 27183 (де-юре)                                         |                      | Мелитополь                                       | 13 районов и 3 города                   | 23        | 13 муниципальных округов, 3 городских округа                                                                |                           |
| 44        | Ивановская область                  |      |      | 21437                                                  | ↘898 490             | Иваново                                          | 21 район и 6 городов                    | 24        | 21 муниципальный район, 6 городских округов                                                                 | подробнее                 |
| 45        | Иркутская область                   |      |      | 774846                                                 | ↘2 322 292           | Иркутск                                          | 33 района и 14 городов                  | 25        | 27 муниципальных районов, 9 городских округов                                                               | подробнее                 |
| 46        | Калининградская область             |      |      | 15125                                                  | ↘1 032 904           | Калининград                                      | 13 районов, 8 городов и 1 пгт           | 27        | 12 муниципальных округов, 10 городских округов                                                              | подробнее                 |
| 47        | Калужская область                   |      |      | 29777                                                  | ↘1 066 601           | Калуга                                           | 24 района и 4 города                    | 29        | 24 муниципальных района, 2 городских округа                                                                 | подробнее                 |
| 48        | Кемеровская область — Кузбасс       |      |      | 95725                                                  | ↘2 527 219           | Кемерово                                         | 19 районов и 18 городов                 | 32        | 18 муниципальных районов, 16 городских округов                                                              | подробнее                 |
| 49        | Кировская область                   |      |      | 120374                                                 | ↘1 120 412           | Киров                                            | 39 районов и 5 городов                  | 33        | 39 муниципальных районов, 6 городских округов                                                               | подробнее                 |
| 50        | Костромская область                 |      |      | 60211                                                  | ↘560 825             | Кострома                                         | 24 района и 8 городов                   | 34        | 24 муниципальных района, 6 городских округов                                                                | подробнее                 |
| 51        | Курганская область                  |      |      | 71488                                                  | ↘744 465             | Курган                                           | 24 района и 9 городов                   | 37        | 24 муниципальных района, 2 городских округа                                                                 | подробнее                 |
| 52        | Курская область                     |      |      | 29997                                                  | ↘1 049 783           | Курск                                            | 28 районов и 5 городов                  | 38        | 28 муниципальных районов, 5 городских округов                                                               | подробнее                 |
| 53        | Ленинградская область               |      |      | 83908                                                  | ↗2 059 479           | Гатчина (де-юре), Санкт-Петербург (до 2023 года) | 17 районов и 20 городов                 | 41        | 17 муниципальных районов, 1 городской округ                                                                 | подробнее                 |
| 54        | Липецкая область                    |      |      | 24047                                                  | ↘1 108 295           | Липецк                                           | 18 районов и 2 города                   | 42        | 18 муниципальных районов, 2 городских округа                                                                | подробнее                 |
| 55        | Магаданская область                 |      |      | 462464                                                 | ↗134 544             | Магадан                                          | 8 районов и 2 города                    | 44        | 8 муниципальных районов, 1 городской округ                                                                  | подробнее                 |
| 56        | Московская область                  |      |      | 44329                                                  | ↗8 775 735           | Москва, правительство в Красногорске             | 52 города, 3 пгт, 5 ЗАТО                | 46        | 60 городских округов                                                                                        | подробнее                 |
| 57        | Мурманская область                  |      |      | 144902                                                 | ↘651 363             | Мурманск                                         | 5 районов и 13 городов                  | 47        | 5 муниципальных районов, 14 городских округов                                                               | подробнее                 |
| 58        | Нижегородская область               |      |      | 76624                                                  | ↘3 039 421           | Нижний Новгород                                  | 48 районов и 12 городов                 | 22        | 48 муниципальных районов, 4 городских округа                                                                | подробнее                 |
| 59        | Новгородская область                |      |      | 54501                                                  | ↘566 960             | Великий Новгород                                 | 21 район и 10 городов                   | 49        | 21 муниципальный район, 1 городской округ                                                                   | подробнее                 |
| 60        | Новосибирская область               |      |      | 177756                                                 | ↘2 786 540           | Новосибирск                                      | 30 районов и 7 городов                  | 50        | 30 муниципальных районов, 5 городских округов                                                               | подробнее                 |
| 61        | Омская область                      |      |      | 141140                                                 | ↘1 805 806           | Омск                                             | 32 района и 6 городов                   | 52        | 32 муниципальных района, 1 городской округ                                                                  | подробнее                 |
| 62        | Оренбургская область                |      |      | 123702                                                 | ↘1 816 898           | Оренбург                                         | 35 районов и 12 городов                 | 53        | 35 муниципальных районов, 9 городских округов                                                               | подробнее                 |
| 63        | Орловская область                   |      |      | 24652                                                  | ↘686 181             | Орёл                                             | 24 района и 3 города                    | 54        | 24 муниципальных района, 3 городских округа                                                                 | подробнее                 |
| 64        | Пензенская область                  |      |      | 43352                                                  | ↘1 226 878           | Пенза                                            | 28 районов и 5 городов                  | 56        | 27 муниципальных районов, 3 городских округа                                                                | подробнее                 |
| 65        | Псковская область                   |      |      | 55399                                                  | ↘574 480             | Псков                                            | 24 района и 2 города                    | 58        | 24 муниципальных района, 2 городских округа                                                                 | подробнее                 |
| 66        | Ростовская область                  |      |      | 100967                                                 | ↘4 137 335           | Ростов-на-Дону                                   | 43 района и 16 городов                  | 60        | 43 муниципальных района, 12 городских округов                                                               | подробнее                 |
| 67        | Рязанская область                   |      |      | 39605                                                  | ↘1 074 402           | Рязань                                           | 25 районов и 4 города                   | 61        | 25 муниципальных районов, 4 городских округа                                                                | подробнее                 |
| 68        | Самарская область                   |      |      | 53565                                                  | ↘3 112 566           | Самара                                           | 27 районов и 10 городов                 | 36        | 27 муниципальных районов, 10 городских округов                                                              | подробнее                 |
| 69        | Саратовская область                 |      |      | 101240                                                 | ↘2 369 405           | Саратов                                          | 38 районов и 13 городов                 | 63        | 38 муниципальных районов, 4 городских округа                                                                | подробнее                 |
| 70        | Сахалинская область                 |      |      | 87101                                                  | ↗457 597             | Южно-Сахалинск                                   | 17 районов и 9 городов                  | 64        | 1 муниципальный район, 17 городских округов                                                                 | подробнее                 |
| 71        | Свердловская область                |      |      | 194307                                                 | ↘4 221 452           | Екатеринбург                                     | 30 районов и 34 города                  | 65        | 5 муниципальных районов, 53 муниципальных округа, 15 городских округов                                      | подробнее                 |
| 72        | Смоленская область                  |      |      | 49779                                                  | ↘857 096             | Смоленск                                         | 25 районов и 2 города                   | 66        | 25 муниципальных районов, 2 городских округа                                                                | подробнее                 |
| 73        | Тамбовская область                  |      |      | 34462                                                  | ↘946 657             | Тамбов                                           | 23 района и 7 городов                   | 68        | 23 муниципальных района, 7 городских округов                                                                | подробнее                 |
| 74        | Тверская область                    |      |      | 84201                                                  | ↘1 190 574           | Тверь                                            | 36 районов и 12 городов                 | 28        | 36 муниципальных районов, 7 городских округов                                                               | подробнее                 |
| 75        | Томская область                     |      |      | 314391                                                 | ↘1 039 728           | Томск                                            | 16 районов и 6 городов                  | 69        | 16 муниципальных районов, 4 городских округа                                                                | подробнее                 |
| 76        | Тульская область                    |      |      | 25679                                                  | ↘1 456 791           | Тула                                             | 23 района и 9 городов                   | 70        | 23 муниципальных района, 3 городских округа                                                                 | подробнее                 |
| 77        | Тюменская область                   |      |      | 1464173 (с учётом ХМАО и ЯНАО), 160 122 (без их учёта) | ↗3 931 696           | Тюмень                                           | 38 районов и 26 городов (с ХМАО и ЯНАО) | 71        | 21 муниципальный район, 5 городских округов (без ХМАО и ЯНАО)                                               | подробнее                 |
| 78        | Ульяновская область                 |      |      | 37181                                                  | ↘1 165 334           | Ульяновск                                        | 21 район и 6 городов                    | 73        | 21 муниципальный район, 3 городских округа                                                                  | подробнее                 |
| 79        | Херсонская область                  |      |      |                                                        |                      | Херсон (де-юре), Геническ (де-факто)             | 18 районов и 2 города                   | 74        | 18 муниципальных округов, 2 городских округа                                                                |                           |
| 80        | Челябинская область                 |      |      | 88529                                                  | ↘3 385 124           | Челябинск                                        | 24 района и 23 города                   | 75        | 27 муниципальных районов, 16 городских округов                                                              | подробнее                 |
| 81        | Ярославская область                 |      |      | 36177                                                  | ↘1 180 174           | Ярославль                                        | 17 районов и 11 городов                 | 78        | 17 муниципальных районов, 3 городских округа                                                                | подробнее                 |
| 81.000004 | Города федерального значения        |      |      |                                                        |                      |                                                  |                                         |           | |                           |
| 82        | Москва                              |      |      | 2561                                                   | ↗13 274 285          | Москва                                           | 12 административных округов             | 45        | 146 внутригородских муниципальных образований (125 муниципальных округов, 2 городских округа, 19 поселений) | подробнее                 |
| 83        | Санкт-Петербург                     |      |      | 1403                                                   | ↗5 652 922           | Санкт-Петербург                                  | 18 районов                              | 40        | 111 внутригородских муниципальных образований (81 муниципальный округ, 9 городов и 21 посёлок)              | подробнее                 |
| 84        | Севастополь                         |      |      | 864                                                    | ↘558 302             | Севастополь                                      | 4 района                                | 67        | 10 внутригородских муниципальных образований (9 муниципальных округов, 1 город)                             | подробнее                 |
| 84.000005 | Автономная область                  |      |      |                                                        |                      |                                                  |                                         |           | |                           |
| 85        | Еврейская АО                        |      |      | 36271                                                  | ↘144 428             | Биробиджан                                       | 5 районов и 1 город                     | 99        | 5 муниципальных районов, 1 городской округ                                                                  | подробнее                 |
| 85.000006 | Автономные округа                   |      |      |                                                        |                      |                                                  |                                         |           | |                           |
| 86        | Ненецкий АО                         |      |      | 176810                                                 | ↘41 906              | Нарьян-Мар                                       | 1 район и 1 город                       | 11        | 1 муниципальный район, 1 городской округ                                                                    | подробнее                 |
| 87        | Ханты-Мансийский АО — Югра          |      |      | 534801                                                 | ↗1 781 782           | Ханты-Мансийск                                   | 9 районов и 14 городов                  | 71        | 9 муниципальных районов, 13 городских округов                                                               | подробнее                 |
| 88        | Чукотский АО                        |      |      | 721481                                                 | ↘47 778              | Анадырь                                          | 8 районов и 1 город                     | 77        | 6 муниципальных районов, 1 городской округ                                                                  | подробнее                 |
| 89        | Ямало-Ненецкий АО                   |      |      | 769250                                                 | ↗523 105             | Салехард                                         | 7 районов и 8 городов                   | 71        | 7 муниципальных районов, 6 городских округов                                                                | подробнее                 |
| 89.000007 | Российская Федерация                |      |      | 17125191                                               | ↘146 119 928         | Москва                                           |                                         |           | |                           |

### Разновидности субъектов Российской Федерации
В таблице приводятся особенности конституционно-правового статуса каждого из типов субъектов Российской Федерации. В скобках указаны статьи Конституции Российской Федерации, содержащие соответствующие положения.
| Республика                                 | - охарактеризована в Конституции Российской Федерации как «государство» (часть 2 статьи 5):Республика (государство) имеет свою конституцию и законодательство. - статус определяется Конституцией Российской Федерации и конституцией республики (часть 2 статьи 5, часть 1 статьи 66); - вправе устанавливать свои государственные языки, которые употребляются наряду с русским языком в органах государственной власти, органах местного самоуправления, государственных учреждениях республик (часть 2 статьи 68). |
| Край, область, город федерального значения | - статус определяется Конституцией Российской Федерации и уставом (конституцией) региона, принимаемым законодательным (представительным) органом субъекта России (часть 2 статьи 5, часть 2 статьи 66). |
| Автономная область                         | - статус определяется Конституцией Российской Федерации и уставом автономной области, принимаемым законодательным (представительным) органом региона (часть 2 статьи 5, часть 2 статьи 66); - может быть принят федеральный закон об автономной области (часть 3 статьи 66). |
| Автономный округ                           | - статус определяется Конституцией Российской Федерации и уставом региона, принимаемым законодательным (представительным) органом автономного округа (часть 2 статьи 5, часть 2 статьи 66); - может быть принят федеральный закон об автономном округе (часть 3 статьи 66); - отношения автономных округов, входящих в состав края или области, могут регулироваться федеральным законом и договором между соответствующим автономным округом и краем или областью (часть 4 статьи 66).                                |

### Прочее

#### Коды субъектов федерации
Существует целый ряд разного рода кодировок субъектов Российской Федерации, согласно которым им присваиваются цифровые или буквенные обозначения для различных целей.

#### Другие особенности территориального устройства России
Кроме того, субъекты Российской Федерации группируются в:
- 8 федеральных округов (до 2010 года — 7, в 2014—2016 годах — 9);
- 12 экономических районов;
- 10 географических районов;
- 8 природных районов[19];
- 5 военных округов (до 2010 года — 6, в 2010—2024 годах — 4);
- 11 часовых поясов (в 2010—2014 годах — 9).

Также на основании федеральных законов Российской Федерации могут образовываться федеральные территории, управляемые напрямую федеральными властями, входящие или не входящие в состав какого либо субъекта. Режим государственного управления конкретной федеральной территорией определяется федеральным законом, на основании которого данная территория образована. В 2020 году была образована федеральная территория Сириус. Введение федеральных территорий, как отмечается в Заключении Конституционного Суда РФ от 16 марта 2020 года, не предполагает возможности образования федеральных территорий с приданием им статуса, равного статусу субъектов Российской Федерации.

## История российского федерализма
В 1992 году российскими регионами был подписан Федеративный договор о разграничении полномочий, который тогда же был включён в текст Конституции России, принятой в 1978 году.
В 1993 году, когда была принята ныне действующая Конституция, насчитывалось 89 субъектов. С 1 марта 2008 года после объединения регионов осталось 83 субъекта Российской Федерации.
С 18 марта 2014 года после захвата и непризнанной аннексии Россией украинского Крымского полуострова в Российской Федерации официально стало 85 субъектов за счет Республики Крым и города федерального значения Севастополя. В ходе вторжения в Украину российские власти объявили об аннексии оккупированных территорий Донецкой, Запорожской, Луганской, Херсонской областей. Таким образом, с точки зрения российского законодательства в России оказалось 89 субъектов, шесть из которых включали территории в пределах международно признанных границ Украины.

### Изменения в федеративном устройстве или в границах субъектов России после прекращения существования СССР

#### 1990-е годы
- С распадом СССР прошёл парад суверенитетов, обусловивший конфликт законодательств РСФСР и республик в её составе.
- Все Советские Социалистические Республики в составе РСФСР (до мая 1991 года — АССР) стали республиками.
- Автономные области — Адыгейская, Горно-Алтайская, Карачаево-Черкесская и Хакасская преобразованы в республики.
- Были переименованы области: Горьковская в Нижегородскую, Калининская в Тверскую и Куйбышевская в Самарскую.
- Поскольку все автономные округа получили возможность выхода из состава областей и краёв посредством принятия соответствующего закона, Чукотский автономный округ вышел из состава Магаданской области.
- Чечено-Ингушская АССР разделилась на 2 республики: Чечню и Ингушетию.
- Города республиканского подчинения РСФСР Москва и Санкт-Петербург (прежде — город Ленинград) были преобразованы в города федерального значения.
- 31 марта 1992 года регионы Российской Федерации (за исключением Татарстана и Чечено-Ингушетии («Ичкерии») подписали федеративный договор, разграничивший полномочия федерального центра и региональных органов власти, позднее федеративный договор был включён в действовавшую конституцию[26]. Татарстан 15 февраля 1994 года после длительных переговоров подписал двусторонний договор с Российской Федерацией о разграничении предметов ведения между федеральными и республиканскими органами власти[27].
- В 1993 году, с принятием новой Конституции Российской Федерации все республики, края, области, автономные округа, города Москва и Санкт-Петербург, а также Еврейская автономная область (вышла из состава Хабаровского края) стали равноправными субъектами Российской Федерации.
- В 1994 году Сокольский район Ивановской области (2 100 км²) перешёл в состав Нижегородской области.

#### 2000-е годы
- 7 декабря 2003 года был проведён референдум по объединению Пермской области и Коми-Пермяцкого АО в Пермский край. Предложение об объединении одобрено подавляющим большинством голосов. Объединение вступило в силу 1 декабря 2005 года[28].
- 17 апреля 2005 года был проведён референдум по присоединению Таймырского и Эвенкийского АО к Красноярскому краю. Предложение о присоединении одобрено подавляющим большинством голосов. Объединение вступило в силу 1 января 2007 года.
- 23 октября 2005 года был проведён референдум по объединению Камчатской области и Корякского АО в Камчатский край. Предложение об объединении одобрено подавляющим большинством голосов. Объединение вступило в силу 1 июля 2007 года.
- 16 апреля 2006 года был проведён референдум по присоединению Усть-Ордынского Бурятского АО к Иркутской области. Предложение о присоединении одобрено подавляющим большинством голосов. Объединение вступило в силу 1 января 2008 года.
- 11 марта 2007 года был проведён референдум по объединению Читинской области и Агинского Бурятского АО в единый Забайкальский край. Предложение об объединении одобрено подавляющим большинством голосов. Объединение вступило в силу 1 марта 2008 года.

#### 2010-е годы
- 1 июля 2012 года территория города Москвы увеличена в 2,4 раза за счёт сопредельных районов Московской области.
- В 2014 году Россия захватила и аннексировала украинский Крым. 18 марта 2014 года РФ образовала на полуострове новые субъекты: Республику Крым и город федерального значения Севастополь.
- 26 сентября 2018 года главами республик Ингушетия и Чечня подписано «Соглашение об установлении границы между Ингушетией и Чечнёй». В соответствии с ним было закреплено разграничение территории бывшего Сунженского района Чечено-Ингушской АССР на Сунженский район в составе Ингушетии и Сунженский район (впоследствии переименованный в Серноводский) в составе Чечни.

#### 2020-е годы
- В 2014—2022 годах в ходе войны с Украиной Россия захватила части Донецкой и Луганской, а в 2022 году в ходе полномасштабного вторжения в Украину — части Херсонской и Запорожской областей Украины. 30 сентября 2022 года Россия аннексировала захваченные украинские территории. РФ образовала новые субъекты: Донецкая Народная Республика, Луганская Народная Республика, Херсонская область, Запорожская область. Как и в случае с аннексией Крыма, аннексия данных территорий Украины, оккупированных Россией, не получила международного признания[24].

#### Карты
| Субъекты Российской Федерации с 3 февраля 1994 до 1 декабря 2005 г. | Субъекты Российской Федерации с 1 декабря 2005 до 1 января 2007 г.   |
| Субъекты Российской Федерации с 1 января до 1 июля 2007 г.          | Субъекты Российской Федерации с 1 июля 2007 до 1 января 2008 г.      |
| Субъекты Российской Федерации с 1 января до 1 марта 2008 г.         | Субъекты Российской Федерации с 1 марта 2008 до 1 июля 2012 г.       |
| Субъекты Российской Федерации с 1 июля 2012 до 18 марта 2014 г.     | Субъекты Российской Федерации с 18 марта 2014 до 30 сентября 2022 г. |

## Будущее федеративного устройства России

### Перспективы дальнейшего укрупнения регионов
Проводилась предварительная работа по объединению Архангельской области и Ненецкого автономного округа в Поморский (Архангельский, Северный) край, Санкт-Петербурга и Ленинградской области в Петербургскую губернию (Невский, Санкт-Петербургский край), Москвы и Московской области в Московский федеральный округ либо Московской и Тверской областей в Центральную (Подмосковную) область, и т. д., однако процессы по объединению были заморожены. Обсуждались также варианты ликвидации Еврейской автономной области с присоединением её территории к соседним Хабаровскому краю или Амурской области.

### Порядок расширения Российской Федерации
Согласно Федеральному конституционному закону от 17 декабря 2001 года № 6-ФКЗ «О порядке принятия в Российскую Федерацию и образования в её составе нового субъекта Российской Федерации», расширение Российской Федерации возможно путём присоединения к ней в качестве субъектов федерации иностранных государств или их частей, которое осуществляется исключительно по взаимному согласию России и другого заинтересованного государства.
Инициатива о принятии в состав России нового субъекта федерации, образованного на территории иностранного государства, должна исходить от территории, желающей войти в состав РФ, причём именно от этого государства, а не от отколовшейся части. Это положение закона в 2004 году подтвердил Конституционный суд РФ в связи с просьбой непризнанной республики Южная Осетия войти в состав РФ. На законодательном уровне возможность присоединения к России территорий иностранных государств без согласия центральных властей последних предлагалось закрепить в 2005 и 2014 годах, однако первый законопроект (увязывавший подобное присоединение с итогами референдума о сохранении СССР) был отклонён Государственной думой, а второй (допускающий принятие в состав РФ части иностранного государства при отсутствии в этом государстве «эффективной суверенной» власти и невозможности обеспечения его властями гражданских прав) был отозван из Государственной думы инициаторами в связи с признанием Россией независимости Крыма, для упрощения аннексии которого законопроект и предлагался его инициаторами.
Президент РФ после поступления предложения о принятии новой территории в состав России в качестве субъекта (субъектов) последней уведомляет о нём российский парламент и правительство и при необходимости проводит с ними соответствующие консультации. Само принятие осуществляется путём заключения соответствующего договора, в котором устанавливаются наименование и статус (республика, край, область или автономия) нового субъекта (субъектов), приобретение российского гражданства жителями присоединяемых территорий, правопреемство по отношению к иностранному государству, принятому в состав России, действие российского законодательства и функционирование органов власти на новых территориях. Договором также может устанавливаться переходный период для интеграции новой территории в Россию.
После подписания договора президент направляет его на рассмотрение в Конституционный суд и, при положительном заключении КС, вносит в российский парламент проекты федерального закона о ратификации договора и федерального конституционного закона о присоединении новой территории к России. Последний акт, который, в частности, вносит наименования новых субъектов в конституцию России, вступает в силу не ранее вступления в силу для Российской Федерации и для иностранного государства международного договора о присоединении новой территории к России.

### Порядок выхода субъекта из состава Российской Федерации
Право выхода субъекта из федерации Конституцией РФ не предусмотрено.  В ходе федеративной реформы упоминания о возможности отделения из региональных законов были так же удалены.